# 金魚倶楽部
『金魚倶楽部』（きんぎょくらぶ）は、携帯電話向け無料ホームページ作成サイト「魔法のiらんど」で発表された椿ハナによるケータイ小説、およびそれを原作としたテレビドラマ。

## 登場人物

### 主要人物
柊 ハル
3年1組。元バスケ部。一見クールで何を考えているかわからない感じだが心は暖かい。
人を思いやる気持ちを沢山持っている。また、女子から人気があるが本人は気にしていない。
春川 こと
1年4組。学校で母親のことで陰湿なイジメを受けている。家に帰っても母の彼氏が居るので心の休まる場所がない。
本井からは一方的に好意を持たれているが、口にこそ出さないものの本心では迷惑に感じており、執拗なストーカー行為と強姦まがいの行為の挙句失声症に陥る。
木田 香代子
3年1組、生徒会副会長。ハルが好きという気持ちを出しているが本人に伝わらない。
柳橋 翔
3年1組、サッカー部副キャプテン。ハルの親友でサッカー部のレギュラーを外れたとき、ハルに鬱陶しい程励ましてもらう。
本井 孝哉
1年4組、学級委員長。ことが好きで守りたいと思っているが両想いになれない苦しみ、嫉妬心から間違った方向に落ちていく。

### 高校
上野 沙織 / 曽我部 奈々 / 宍戸 希美香
1年4組。ことを執拗にいじめる三人組。テレビドラマでは沙織が3人の中心的存在となっている。
桐ケ谷 あかね
1年4組。ことに優しく話しかけ、中学時代にイジメを受けて生きていることが辛かったと打ち明ける。
間宮 純矢
高校卒業生。元バスケ部キャプテン。ハルと因縁がある。
亜矢
高校卒業生。元バスケ部マネージャー。キャプテンと交際していた。
水木 陽三
学校用務員。ハルと親しく話す。

### その他
柊 友恵
ハルと血が繋がっていない母親。
春川 麗子
ことを愛していない母親。夜の仕事をしている。
朝帰りした娘を心配するより「変な事にならないでよ」ときつく言う。
佐伯 三郎
麗子の彼氏。

## テレビドラマ
NHK ケータイ発ドラマ『金魚倶楽部』のタイトルで2011年7月23日から10月1日まで毎週土曜日23:30 - 24:00（JST）に連続ドラマとしてNHK総合テレビジョンで放送された。入江甚儀は連続ドラマ初主演、刈谷友衣子は連続ドラマ初ヒロイン。

### キャスト
- 柊 ハル - 入江甚儀
- 春川 こと - 刈谷友衣子
- 木田 香代子 - 水野絵梨奈
- 柳橋 翔 - 吉沢亮
- 本井 孝哉 - 栗原吾郎
- 上野 沙織 - 中山絵梨奈
- 曽我部 奈々 - 指出瑞貴
- 宍戸 希美香 - 佐野愛里紗
- 桐ケ谷 あかね - 尾崎千瑛
- 間宮 純矢 - 矢崎広
- 亜矢 - 坂田しおり
- 水木 陽三 - 麿赤兒
- 柊 友恵 - 遊井亮子
- 春川 麗子 - 喜多嶋舞
- 佐伯 三郎 - 中野剛

### スタッフ
- 原作：椿ハナ
- 脚本：横田理恵
- 音楽：内池秀和
- 演出：一色隆司、梛川善郎
- 制作統括：岡本幸恵、菓子浩
- 制作：NHKエンタープライズ
- 制作・著作：NHK

### 楽曲
主題歌
- 超新星「君だけは離さない」

挿入歌
- GIRL NEXT DOOR「Pure」

### サブタイトル
第2回は新潟県、福島県会津地方の豪雨関連報道のため、23:35 - 24:05に放送。
| 各回                                                       | 放送日        | サブタイトル     | 演出     | 視聴率 |
| ---------------------------------------------------------- | ------------- | ---------------- | -------- | ------ |
| 第1回                                                      | 2011年7月23日 | 孤独の天使       | 一色隆司 | 2.7%   |
| 第2回                                                      | 2011年7月30日 | 秘密の隠れ家     | 一色隆司 | 3.5%   |
| 第3回                                                      | 2011年8月6日  | 二人だけの部活   | 一色隆司 | 2.6%   |
| 第4回                                                      | 2011年8月13日 | すれ違う思い     | 一色隆司 | 1.7%   |
| 第5回                                                      | 2011年8月20日 | あふれる涙       | 一色隆司 | 1.2%   |
| 第6回                                                      | 2011年8月27日 | 忍びよる悪意     | 一色隆司 | 1.8%   |
| 第7回                                                      | 2011年9月10日 | 守りたいもの     | 梛川善郎 | 2.5%   |
| 最8回                                                      | 2011年9月17日 | 壊れた心         | 梛川善郎 | 2.3%   |
| 第9回                                                      | 2011年9月24日 | 本当の気持ち     | 梛川善郎 | 2.2%   |
| 最終回                                                     | 2011年10月1日 | 君だけは離さない | 梛川善郎 | 2.4%   |
| 平均視聴率 2.3% （視聴率は関東地区・ビデオリサーチ社調べ） |               |                  |          |        |

## 備考
- 解説放送は行われない（NHKのドラマ番組では積極的に解説放送の入れる作品を取り入れている）。
- NTSC（アナログ）は東日本大震災に伴う地上デジタル放送に係る電波法の特例に関する法律の適用区域となる岩手県・宮城県・福島県を除き7月24日12時で放送終了となるため、第1回のみの放送となる。アンコール放送などを除けば、NHKが送るアナログ放送での最後のドラマとなる。
- スタジオトーク部分は第4話と第6話を除き神田愛花が進行を担当。第6話の本編直後の担当であった塚原愛は当時松山放送局にいたため、出張の形で神田の代理を担当した。